# Zinkiv
Zinkiv (în ucraineană Зіньків) este orașul raional de reședință al raionului Zinkiv din regiunea Poltava, Ucraina. În afara localității principale, mai cuprinde și satele Dubivka, Hmarivka, Husakî, Pîlîpenkî și Sîverînivka.

## Demografie
Componența lingvistică a orașului Zinkiv
     Ucraineană (96,83%)
     Rusă (2,89%)
     Alte limbi (0,11%)
Conform recensământului din 2001, majoritatea populației orașului Zinkiv era vorbitoare de ucraineană (96,83%), existând în minoritate și vorbitori de rusă (2,89%).